# Аматово
Аматово (грч. Άσπρος, Аспрос) је насељено место у општини Пеонија у периферији Средишња Македонија, Грчка. Према попису из 2021. године било је 575 становника.
Српски географ Боривоје Милојевић, 1920. године наводи да је у Аматову било 30 кућа Словена хришћана. Због притиска грчких власти 1914. године словенско становништво је принудно исељено у Бугарску. На њихово место су насељене три грчке избегличке породице, а касније још неколико породица, тако је 1920. године било 76 становника. Године 1924. насељено је још 753 избеглица из Бугарске. На попису из 1928. године Аматово је имало 872 становника.